# 西津軽地震
西津軽地震（にしつがるじしん）とは、1793年2月8日（寛政4年12月28日）に現在の青森県大戸瀬崎の沖合 13km 付近の日本海を震源として発生したM 6.9から7.1と推定される地震で、元号を冠し寛政西津軽地震や最大の被害を生じた地名から鯵ヶ沢地震とも呼ばれる。この地震では、津波が発生し被害を生じた。
地震の規模について、鳥羽（1987）は M 7.2、樋渡ほか（2002）は Mw 7.5としている。

## 被害
弘前藩領での被害が大きく、鰺ヶ沢から深浦間が震度6と推定され、人的被害の記録としては、死者12名（津波による死者3名）、家屋全半壊425戸。また、山崩れによる複数箇所の河道閉塞や海岸線の隆起が記録に残っている。当時「荒崎」と呼ばれた緑色凝灰岩の海食台地が隆起し、千畳敷海岸が形成された。隆起量は深浦で 20cm、大戸瀬で 350cm とされている。隆起だけでなく沈下により鰺ヶ沢の弁天崎が没したとの記録もある。
人的被害が少なかった理由として、天明の大飢饉による人口減少と食糧難が続いていた事を挙げる研究者もいる。

### 津波
十三湖にも流入したとされ、西津軽沿岸では、1983年日本海中部地震の時よりも大きな津波が襲来した。
おもな高さは、
- 舞戸 3.3m
- 鰺ヶ沢 2.8m
- 赤石 5-6m
- 深浦 3.2m
- 田名部（むつ大湊） 0.3m

## 他の地震との関連性
他の地震との関連性は不明であるが、1793年2月17日の寛政地震の9日前に発生した地震である。